# Armando Castellazzi
Armando Castellazzi (* 7. Oktober 1904 in Mailand; † 4. Januar 1968 ebenda) war ein italienischer Fußballspieler und -trainer.
Als er 1938 als Trainer Inter Mailand zur Italienischen Meisterschaft führte, war er mit 33 Jahren der jüngste Trainer, der jemals diesen Titel gewann: ein Rekord, der immer noch Bestand hat.

## Karriere
Armando Castellazzi verbrachte seine gesamte aktive Laufbahn bei Inter Mailand, für die er am 24. Februar 1924, beim 2:1-Auswärtssieg bei Calcio Padova, erstmals in der A-Mannschaft auflief. Über mehr als zehn Jahre hinweg war er eine der tragenden Säulen im defensiven Mittelfeld der Nerazzurri. In der ersten Serie-A-Spielzeit der Geschichte, 1929/30, feierte Castellazzi unter Árpád Weisz seine einzige italienische Meisterschaft als Spieler. 1933 stand er mit Ambrosiana-Inter im Finale des Mitropapokals, des Vorgängers des heutigen Europapokals, welches gegen den FK Austria Wien verloren ging.
In der italienischen Nationalmannschaft bestritt Armando Castellazzi insgesamt drei Partien. Er debütierte am 1. Dezember 1929 in seiner Heimatstadt Mailand beim 6:1 gegen Portugal. 1934 gehörte er zum Kader der Italiener, die sich unter Trainer Vittorio Pozzo bei der Weltmeisterschaft im eigenen Land den Titel sicherten. Sein einziges Spiel dabei bestritt Castellazzi beim 1:1 im ersten Viertelfinalspiel gegen Spanien.
Nach 13 Jahren, insgesamt 261 Partien und 16 Toren im Inter-Dress beendete Armando Castellazzi im Sommer 1936 seine Spielerlaufbahn und wechselte auf die Trainerbank der Nerazzurri. Die Saison 1936/37 schloss man unter seiner Führung auf dem enttäuschenden siebten Tabellenplatz ab. 1937/38 gewann die Mannschaft, vor allem dank eines überragenden Giuseppe Meazza, den vierten Meistertitel der Vereinsgeschichte. Castellazzi wurde so der Erste überhaupt, dem es gelang, den Scudetto sowohl als Spieler als auch als Trainer zu gewinnen.

## Erfolge

### Als Spieler
- Italienische Meisterschaft: 1929/30
- Mitropapokal-Finalist: 1933
- Weltmeister: 1934

### Als Trainer
- Italienische Meisterschaft: 1937/38